# Srdan Golubović
Srdan Golubović (in serbo Срдан Голубовић?; 24 agosto 1972) è un regista serbo.

## Biografia
Insieme ad un gruppo di giovani artisti del cinema, Golubovic è il motore principale della società di produzione Baš Celik, che crea video musicali per un certo numero di affermati artisti musicali locali , così come spot e campagne di marketing.
È assistente professore di regia cinematografica presso la Facoltà di Arti Drammatiche all'Università di Belgrado.
Il suo film del 2013 Krugovi è stato selezionato come rappresentante della Serbia per la categoria "miglior film straniero" all'86º Premio Oscar.

## Filmografia

### Cinema
- Absolute 100 (Apsolutnih sto) (2001)
- Klopka - La trappola (2007)
- Krugovi (2013)
- Otac (2020)